# گرداب (داستان کوتاه)
«گرداب» داستان کوتاهی از مجموعه سه قطره خون اثری از صادق هدایت،  نویسنده نامدار ایرانی است.

## ماجرا
داستان در مورد مردی به نام همایون است که دوستش بهرام میرزا به دلیل نامعلومی خودکشی می‌کند و بعد از آن حوادثی اتفاق می‌افتد که همایون احساس می‌کند که بهرام میرزا پنهانی با همسرش رابطه داشته و هما، تنها دخترش نیز نتیجه این رابطه است.

## اقتباس
فیلم گرداب اقتباسی از این داستان است.